# Cerrillos kommun, Argentina
Departamento de Cerrillos är en kommun i Argentina.   Den ligger i provinsen Salta, i den norra delen av landet, 1 300 km nordväst om huvudstaden Buenos Aires. Antalet invånare är 35 579. Arean är 640 kvadratkilometer.
Terrängen i Departamento de Cerrillos är varierad.
I omgivningarna runt Departamento de Cerrillos växer i huvudsak lövfällande lövskog. Runt Departamento de Cerrillos är det ganska tätbefolkat, med 60 invånare per kvadratkilometer.